# Gießen
|  | Per a altres significats, vegeu «regió de Gießen». |

Gießen o Giessen és una ciutat alemanya de l'estat de Hessen, a la vora del riu Lahn, prop de Frankfurt del Main.
Té una universitat: Justus Liebig Universität Gießen. 72.000 persones hi viuen i és coneguda pels Giessen 46ers, un club esportiu de bàsquet.

## Personatges il·lustres
- Moritz Balthasar Borkhausen (1760-1806), forester i botànic.
- Friedrich Christian Diez (1794-1876), filòleg.
- Karl Vogt (1817-1895), zoòleg, fisiòleg i geòleg.
- August Wilhelm von Hofmann (1818-1892), químic.
- Wilhelm Liebknecht (1826-1900), polític socialista i fundador del SPD.
- Franz Nachbaur (1835-1902) baríton.
- Julius Bernhard Friedrich Adolph Wilbrand (1839-1906), químic.
- Hermann Levi (1839-1900), director d'orquestra i compositor.
- Alfred Milner (1854-1925), aristòcrata, estadista i administrador colonial.
- Ferdinand Küchler (1867-1937), violinista, pedagog i compositor.
- Bernhard Schädel (1878-1926), filòleg, fonetista i dialectòleg.
- Walter Dornberger (1895-1980), militar.
- Ricard de Sayn-Wittgenstein-Berleburg (1934-2017), aristòcrata.
- Demis Nikolaidis (1973-), futbolista.
- Sonny Kittel (1993-), futbolista.